# Студије скандинавистике
Студије скандинавистике су интердисциплинарна академска област студија подручја, углавном у Сједињеним Државама и Немачкој, која покрива теме везане за Скандинавију и нордијске земље, укључујући језике, књижевности, историје, културе и друштва. Појам Скандинавија углавном се односи на Данску, Норвешку и Шведску, мада се термин скандинавски у етничком, културном и лингвистичком смислу односи и на народе и језике Фарских острва и Исланда, као и на скандинавску (тј. шведску) говорну мањину у Финској. Студије скандинавистике не постоје као засебна област у Скандинавији и нордијским земљама, јер би се њихов опсег сматрао превише широким да би се могао темељно проучавати у оквиру једне дисциплине. Најближа сродна област у Скандинавији била би ужа дисциплина нордијске лингвистике која покрива северне германске језике. Главни фокус скандинавских студија је учење скандинавских језика, посебно три велика језика: данског, норвешког и шведског .

## Преглед
Студије скандинавистике се углавном фокусирају на данску, норвешку и шведску филологију, посебно лингвистику, историју и студије културе. Данска, Норвешка и Шведска формирају Скандинавију према дефиницији која превладава у самој Скандинавији, а њихови већински народи су Скандинавци у етничком смислу и говоре скандинавске језике у језичком смислу. Студије скандинавистике обично покривају и исландску и фарску филологију, као и филологију која се односи на шведску мањину у Финској. Поље интересовања укључује и истраживања везана за скандинавску дијаспору, као и регионе погођене скандинавским колонијализмом.
У Немачкој су студије скандинавистике (Skandinavistik) дефинисане као потпоље германских језика и обухватају дански, норвешки, шведски, фарски и исландски језик, као и пратећу књижевност и културу.
Универзитети који нуде образовање и истраживања везана за студије скадинавистике налазе се широм Северне Америке и деловима Европе. Научна друштва у оквиру ове области укључују Друштво за унапређење студија скандинавистике (Society for the Advancement of Scandinavian Study — SASS) са својим кварталним часописом Студије скандинавистике, Међународним удружењем студија скандинавистике (International Association of Scandinavian Studies — IASS) и Удружењем за унапређење студија скандинавистике у Канади (Association for the Advancement of Scandinavian studies in Canada — AASSC). 2010. и 2014. годинe, SASS и Удружење за унапређење студија балтистике (Association for the Advancement of Baltic Studies — AABS) одржали су заједничке конференције.
Највећа одељења студија скандинавистике у Сједињеним Државама налазе се на Универзитету у Вашингтону, на Универзитету Висконсин-Медисон и на Универзитету Калифорнија у Берклију. Лондонски универзитетски колеџ и Универзитет у Единбургу поседују једина одељења студија скандинавистике у Великој Британији, док друге институције, као што је Универзитет у Абердину, имају специјализоване истраживачке институције за студије скандинавистике.
На неким универзитетима у Сједињеним Државама студије скандинавитике смештене су у истом одељењу као и студије балтистике, иако балтички језици нису уопште повезани са скандинавским језицима и иако земље имају врло различите историје; с обзиром да је Скандинавија богата регија германског говорног подручја која је била део западне Европе, док су балтичке државе раније биле део Русије и Совјетског Савеза.